# Scoliacma nivea
Scoliacma nivea là một loài bướm đêm thuộc phân họ Arctiinae, họ Erebidae.